# Jack Hughes
Jack Hughes (ur. 14 maja 2001 w Orlando, Floryda, Stany Zjednoczone) – hokeista amerykański, reprezentant Stanów Zjednoczonych.
Wybrany jako nr 1 w NHL Entry Draft 2019 przez New Jersey Devils.

## Kariera klubowa
- USA Hockey National Team (2017 - 12.07.2019)
- New Jersey Devils (12.07.2019 -

## Kariera reprezentacyjna
- Reprezentant USA na MŚJ U-18 w 2018
- Reprezentant USA na MŚJ U-18 w 2019
- Reprezentant USA na MŚJ U-20 w 2019
- Reprezentant USA na MŚ w 2019

## Sukcesy
Reprezentacyjne
- Srebrny medal z reprezentacją USA na MŚJ U-18 w 2018
- Brązowy medal z reprezentacją USA na MŚJ U-18 w 2019
- Srebrny medal z reprezentacją USA na MŚJ U-20 w 2019